# Anchon senegalensis
Anchon senegalensis är en insektsart som beskrevs av Leon Fairmaire. Anchon senegalensis ingår i släktet Anchon och familjen hornstritar. Inga underarter finns listade i Catalogue of Life.